# Cranioleuca erythrops

El curutié carirrojo (Cranioleuca erythrops), también denominado chamicero rubicundo o rastrojero rubicundo (en Colombia), colaespina carirrojiza (en Ecuador), colaespina carirroja (en Panamá y Costa Rica) o curutié de cara roja, es una especie de ave paseriforme de la familia Furnariidae perteneciente al numeroso género Cranioleuca. Es nativa del este de Centroamérica y del noroeste de Sudamérica.

## Distribución y hábitat
Se distribuye desde las montañas de Costa Rica, hacia el este de forma disjunta por Panamá, y hacia el sur, a lo largo de la cordillera de los Andes del noroeste y oeste de Colombia y el oeste de Ecuador.
Esta especie es considerada bastante común en su hábitat natural: el dosel y los bordes de selvas húmedas tropicales de montaña y de estribaciones montañosas, principalmente entre los 700 y 1600 m de altitud.

## Comportamiento

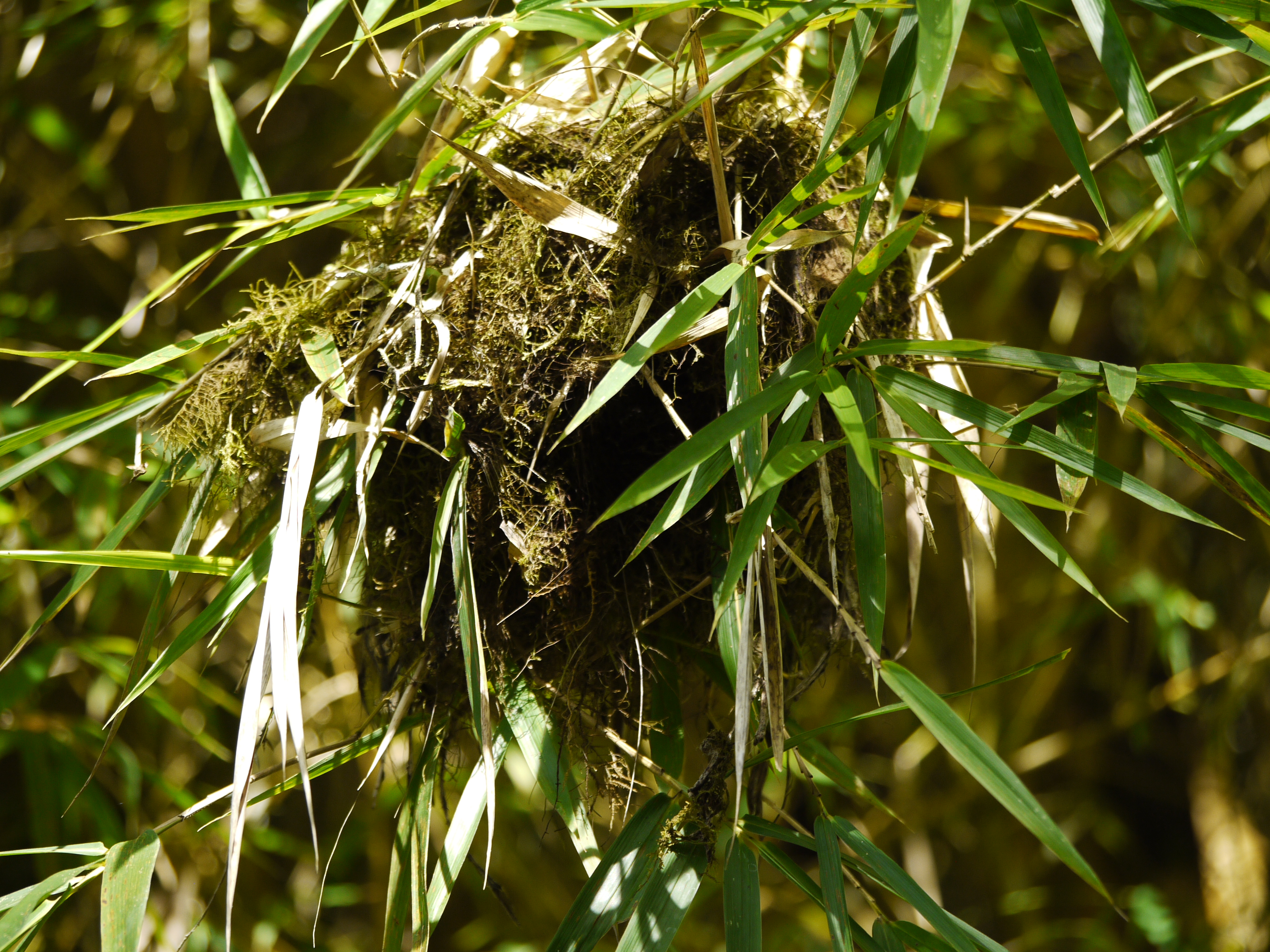
Nido de curutié carirrojo camuflado con hojas y hierba.

El curutié carirrojo coloca alrededor de su nido hierbas, hojas y otras materias vegetales que deja sueltas y colgando rompiendo de esta forma la silueta del nido, se cree que es una forma de camuflaje para proteger el nido de los depredadores.

## Sistemática

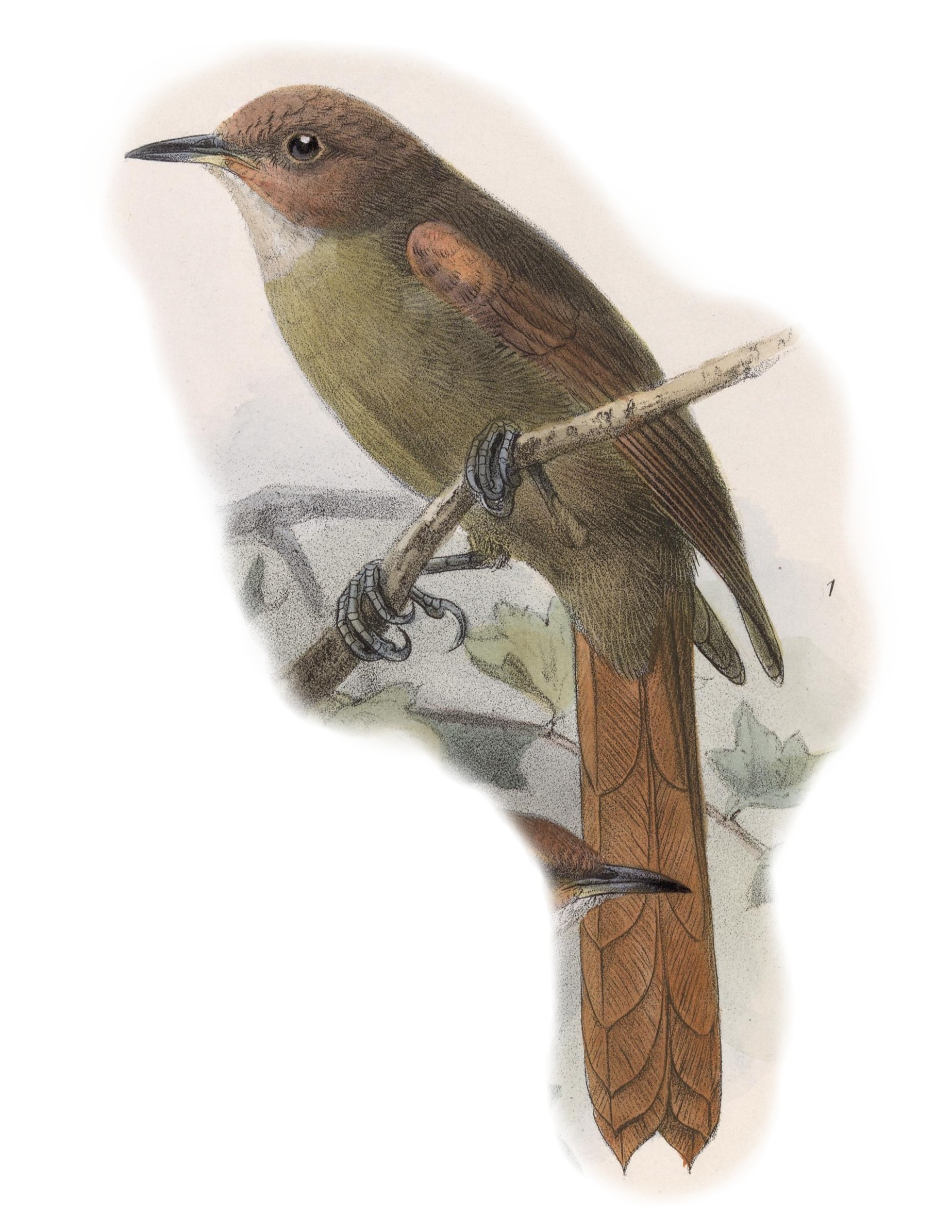
Synallaxis erythrops = Cranioleuca erythrops, ilustración de Keulemans en Biologia Centrali-Americana, 1902.

### Descripción original
La especie C. erythrops fue descrita por primera vez por el zoólogo británico Philip Lutley Sclater en 1860 bajo el nombre científico Synallaxis erythrops; la localidad tipo es: «Pallatanga, Chimborazo, Ecuador».

### Etimología
El nombre genérico femenino «Cranioleuca» se compone de las palabras del griego «κρανιον kranion»: cráneo, cabeza, y «λευκος leukos»: blanco, en referencia a la corona blanca de la especie tipo: Cranioleuca albiceps; y el nombre de la especie «erythrops», se compone de las palabras del griego «ερυθρος eruthros»: rojo, y «ωψ ōps, ωπος ōpos»: face; en referencia a la fase rojiza de la especie.

### Taxonomía
Los datos filogenéticos recientes indican que la presente especie está hermanada a un grupo que incluye a Cranioleuca antisiensis (con C. baroni) y C. curtata, todas con plumaje similar y con distribución en montañas bajas. La identidad subespecífica de las aves del este de Panamá es incierta y tentativamente se las asigna a la subespecie griseigularis. Los especímenes del sur de Colombia pueden ser intermediarios entre esta última y la nominal.

### Subespecies
Según las clasificaciones del Congreso Ornitológico Internacional (IOC) y Clements Checklist/eBird v.2019 se reconocen tres subespecies, con su correspondiente distribución geográfica:
- Cranioleuca erythrops rufigenis (Lawrence, 1868) – montañas de Costa Rica y oeste de Panamá.
- Cranioleuca erythrops griseigularis (Ridgway, 1909) – extremo este de Panamá (Cerro Pirre, Cerro Tacarcuna, Cerro Mali) y Andes occidentales y centrales de Colombia (en los Andes occidentales al sur hasta  Nariño y en la pendiente occidental de los Andes centrales desde Antioquia al sur hasta Quindío, también en la Serranía de San Lucas).
- Cranioleuca erythrops erythrops (P.L. Sclater, 1860) – Andes del oeste de Ecuador (hacia el sur hasta el noroeste de Azuay, también en la costera Cordillera de Mache en el suroeste de Manabí y oeste de Guayas).